# Tunak Tunak Tun
Tunak Tunak Tun (Hindi तुनक तुनक तूँ,) ist ein Bhangra-Popsong des indischen Musikers Daler Mehndi aus dem Jahr 1998. Der Song gilt als einer der erfolgreichsten und einflussreichsten indischen Popsongs. Er erlangte auch außerhalb Indiens Popularität und entwickelte sich zu einem bekannten Internet-Meme. Mehndi wurde dadurch auch weit über Indien hinaus bekannt.
Das Musikvideo zu Tunak Tunak Tun gilt als das erste indische Musikvideo, das mit Bluescreentechnologie gedreht wurde.

## Vorgeschichte
Mehndi, der schon vor der Veröffentlichung von Tunak Tunak Tun ein erfolgreicher Popstar war, wurde von Kritikern vorgeworfen, er sei gar kein guter Musiker, und ein großer Teil seines Erfolges beruhe nur auf seinen Musikvideos, in denen viele hübsche Tänzerinnen zu sehen seien. Mehndis Reaktion darauf war ein Musikvideo für Tunak Tunak Tun, in dem ausschließlich er selbst zu sehen ist. Mittels Bluescreentechnologie wird er in mehrfacher Ausführung singend und tanzend vor verschiedenen Landschaften sowie einem der Basilius-Kathedrale nachgestalteten Tempel gezeigt.

## Song
Das Lied thematisiert die Freude an Musik und Tanz. Der Refrain Tunak Tunak Tun hat keine eigentliche Bedeutung, sondern beziehen sich lautmalerisch auf den Klang einer Tumbi.

## Video

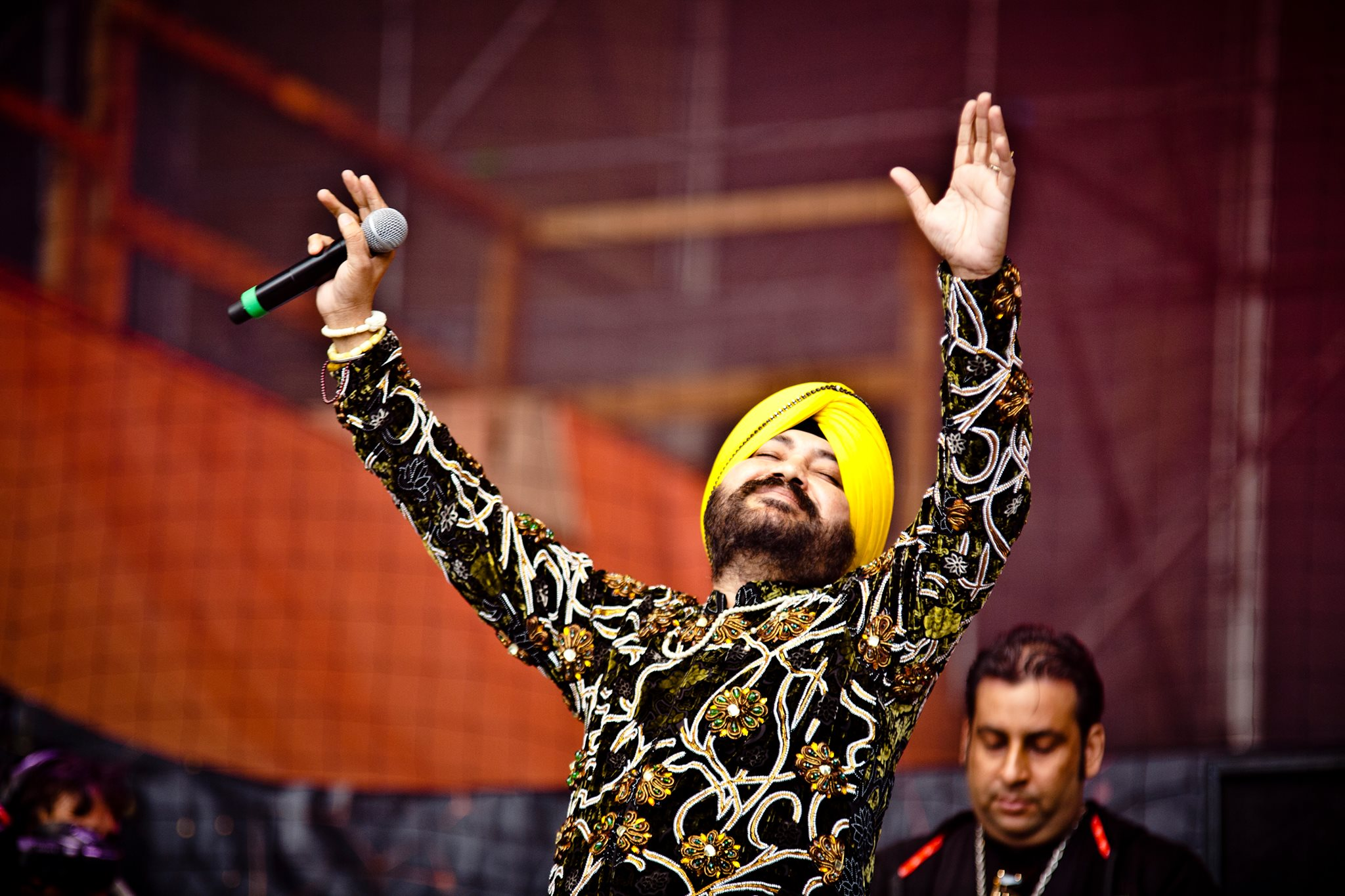
Daler Mehndi 2015 in Madrid

Als Kometen landen vier verschiedene Daler Mehndis auf der Erde, sie sind in traditioneller, indischer Kleidung in verschiedenen Farben zu sehen. Die verschiedenen Farben sollen die Elemente Feuer, Wasser, Erde und Luft symbolisieren. Der Erdavatar ist weiß gekleidet mit einer rotbraunen Achkan und Dastar, der Wasseravatar ist wie auch der Feueravatar schwarz gekleidet, er trägt einen grünen Achkan und Dastar, der Feueravatar trägt leuchtend Orange. Der Luftavatar trägt eine schwarze Hose, ein hellbraunes Hemd sowie ein leuchtend rotes Dastar zu einem schwarzen, aufwendig gemusterten Achkan. Vor virtuellen, mittels Chroma Keying eingefügten Landschaften sowie einem virtuellen, der Moskauer Basilikuskathedrale nachempfundenen Tempel singen und tanzen die verschiedenen Inkarnationen Mehndis, die auch gleichzeitig zu sehen sind und miteinander interagieren. Am Ende des Videos lösen sich die Avatare auf und vereinigen sich zum realen Daler Mehndi.

## Rezeption und Internet-Meme
Tunak Tunak Tun wurde sehr populär in Indien und erlangte auch globale Bekanntheit Der Song gilt als der bis dahin erfolgreichste indische Popsong überhaupt und einer der erfolgreichsten seiner Zeit.
Mehndis Tanz diente Blizzard Entertainment als Vorlage für den Tanz der Draenei im Spiel World of Warcraft. Im Computerspiel Smite der Firma Hi-Rez führt der Dämon Kumbhakarna eine Fingerchoreographie wie in Tunak Tunak Tun aus.
2001 veröffentlichten Dannel Gomiller und Jason Klamm ein satirisches Tanz- und Lip-sync-Video zu Tunak Tunak Tun, welches eines der ersten viralen Videos wurde und fast an die Abrufzahlen des Originals herankam.